# Cellar Darling
I Cellar Darling sono un gruppo musicale rock e metal svizzero fondato nel 2016 da Anna Murphy, Ivo Henzi e Merlin Sutter dopo aver abbandonato gli Eluveitie.
Il loro stile mescola progressive metal, alternative rock, progressive rock e folk, con quest'ultimo genere reso attraverso l'ampio uso della ghironda e del flauto traverso. In alcuni brani sono presenti anche influenze doom metal, gothic rock, djent, celtic rock, symphonic rock e thrash metal.

## Storia

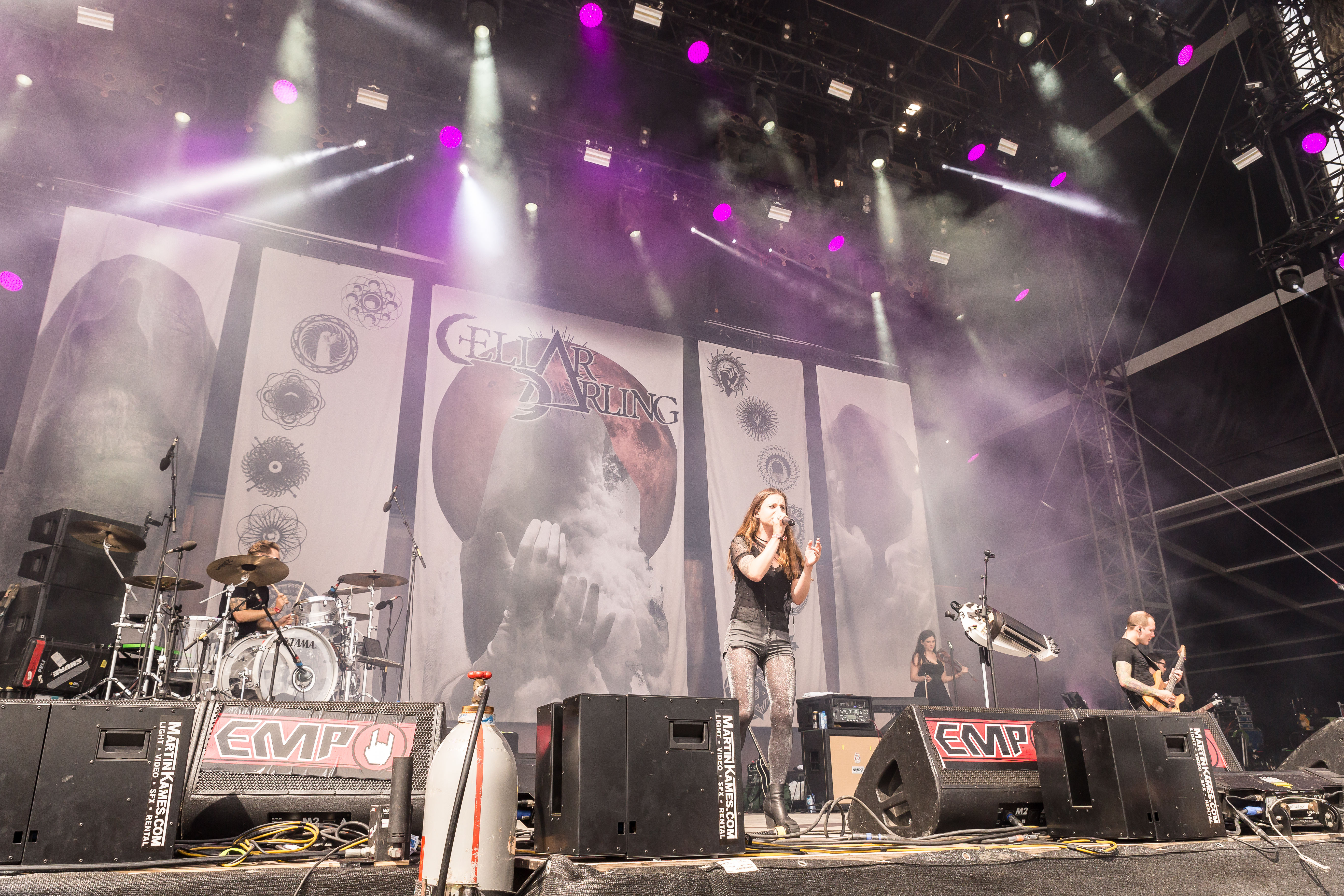
I Cellar Darling al Summer Breeze Open Air 2017

L'annuncio della creazione dei Cellar Darling è stato dato il 6 giugno 2016, il giorno dopo l'ufficializzazione dell'uscita di Murphy, Henzi e Sutter dalla band folk metal Eluveitie. Il 23 settembre dello stesso anno sono stati pubblicati il singolo autoprodotto Challenge e la relativa b-side Fire, Wind & Earth; di Challange è stato pubblicato un lyric video con la partecipazione dell'attrice Fabienne Fellmann.
Nel gennaio 2017 i Cellar Darling hanno firmato un contratto discografico con la Nuclear Blast.
Il 19 maggio è stato pubblicato il brano Black Moon e il 17 giugno Avalanche; i due singoli sono stati promossi con un videoclip ciascuno, entrambi girati a Tenerife. Dopo queste anticipazioni, il 30 giugno 2017 è stato pubblicato l'album di debutto della band, This Is the Sound, insieme al lyric video di The Hermit. Il 7 novembre è stato inoltre pubblicato il videoclip di Six Days, che è stato disegnato e animato da Costin Chioreanu. Il 23 maggio 2018 viene infine pubblicata, sotto forma di singolo, una reinterpretazione di The Prophet's Song dei Queen; di questa cover, inizialmente presentata come traccia bonus di This Is The Sound, è stato pubblicato anche un videoclip.

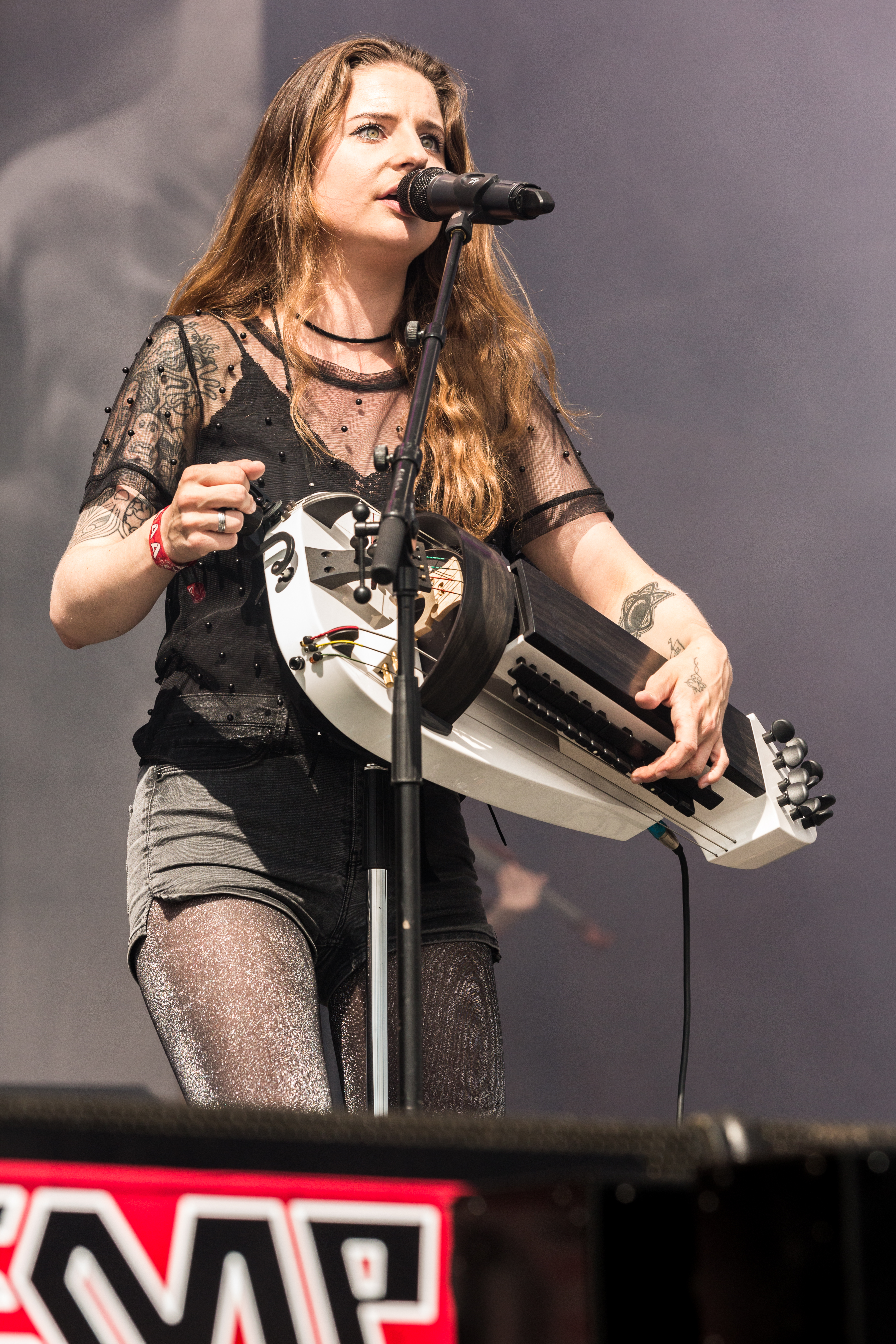
Anna Murphy durante un'esibizione al Summer Breeze Open Air del 2017

Il 2 novembre è stato pubblicato il singolo Insomnia, seguito il 18 gennaio 2019 da The Spell, il 18 febbraio da Death e l'8 marzo da Drown. I videoclip di tutti e quattro i singoli sono stati ancora una volta disegnati e animati da Costin Chioreanu, che ha firmato anche la copertina dell'album e le illustrazioni del relativo booklet. L'album, intitolato The Spell, è uscito il 22 marzo; il suo concept narra la storia di una ragazza che si innamora della Morte personificata. Il 18 aprile è stato inoltre pubblicato il videoclip di Freeze, mentre il 23 maggio è toccato al lyric video di Pain,, il 30 agosto a quello di Love, il 16 novembre a quello di Hang,, il 20 dicembre quello di Burn e il 24 gennaio 2020 quello di Love, pt. II.
Il 19 settembre 2019 Insomnia ha vinto un Progressive Music Award come miglior videoclip dell'anno.
Il 25 novembre 2019 è stato pubblicato il libro di The Spell in un'edizione limitata a 250 copie. Il libro include la storia dell'album scritta sotto forma di racconto in prosa adornato da delle illustrazioni di Chioreanu, delle foto esclusive dei Cellar Darling, i commenti della band al processo di creazione dell'album e i bozzetti delle illustrazioni.
L'8 gennaio 2021 i Cellar Darling hanno pubblicato il singolo Dance, brano dalla forte impronta doom e progressive della durata di oltre dieci minuti che era stato inizialmente composto per The Spell.

## Formazione
- Anna Murphy – voce, ghironda, flauto traverso, sintetizzatore (2016-presente)
- Ivo Henzi – chitarra elettrica, chitarra acustica, basso elettrico (2016-presente)
- Merlin Sutter – batteria (2016-presente)

Musicisti aggiuntivi dal vivo
- Rafi Kirder – basso elettrico (2016)
- Nicolas Winter – basso elettrico (2017-presente)

## Discografia
- 2017 – This Is the Sound
- 2019 – The Spell